# Prelúdio em Dó Sustenido Menor (Rachmaninoff)
Prelúdio em dó sustenido menor (em russo:  Прелюдия), Op. 3, No. 2 de Sergei Rachmaninoff, é uma das mais famosas composições do compositor russo. Parte de uma série de cinco peças para piano com o título de Morceaux de fantaisie, é um prelúdio de 62 compassos em forma ternária (ABA). Também é conhecida como The Bells of Moscow ("Os Sinos de Moscou").
Sua primeira apresentação foi feita pelo próprio compositor em 26 de setembro de 1892, em um festival chamado "Moscow Electrical Exhibition". Após a estreia, uma análise do concerto destacou o Prelúdio, observando que ele havia "despertado entusiasmo". À partir deste ponto em diante, sua popularidade cresceu.
Rachmaninoff posteriormente publicou mais 23 prelúdios, completando uma série de 24 prelúdios cobrindo todos os tons da escala cromática, para emular séries anteriores de Bach, Chopin, Alkan, Scriabin, Paganini e outros.

## História
Este trabalho foi um dos primeiros que Rachmaninoff, de 19 anos, compôs como "Artista Livre", depois de se formar no Conservatório de Moscovo em 29 de maio de 1892. Ele realizou este novo trabalho pela primeira vez em um dos concertos da "Moscow Electrical Exhibition" em 26 de setembro de 1892. Foi impresso no ano seguinte como o segundo de cinco partes da Morceaux de fantaisie (Op. 3), todas dedicadas à Anton Arensky, seu professor de harmonia no Conservatório. Como na época a Rússia não era parte da Convenção da União de Berna de 1886, editores russos não pagavam royalties, então o único retorno financeiro que ele recebeu por essa peça foram 40 rublos (um salário de dois meses de um trabalhador de fábrica).